# Udo Kamm
Udo Kamm (* 1. Februar 1942 in Posen, heute Polen; † 2. September 2022 in Rothenburg (Saale); Stadt Wettin-Löbejün) war ein deutscher Lehrer, Beamter und Politiker (CDU; CDU der DDR). 1990 gehörte er der letzten Volkskammer der DDR an. Von 2000 bis 2007 war er Präsident des Landesamtes für Umweltschutz Sachsen-Anhalt.

## Leben und Beruf
Kamm wuchs als Sohn eines Bauingenieurs und einer Dolmetscherin auf. Nach dem Abitur studierte er Biologie und Chemie auf Lehramt an der Friedrich-Schiller-Universität in Jena, das Studium schloss er mit dem Staatsexamen ab. Als Lehrer unterrichtete er an der POS und der EOS Ernst Haeckel in Leuna, dort war er zudem als Betriebschemiker tätig. Nach einem Fernstudium an der Pädagogischen Hochschule Potsdam erlangte er den Abschluss als Diplom-Lehrer für Biologie und lehrte an der Friedrich-Engels-Oberschule in Bad Dürrenberg.
Kamm schloss ein postgraduelles Fernstudium an der Humboldt-Universität Berlin im Fach Jura an, das er als Jurist im Verwaltungsrecht abschloss. Er war hauptamtlich in der Verwaltung und der CDU tätig, zeitweise war er stellvertretender Chefredakteur der Tageszeitung Der Neue Weg. Von 1984 bis 1988 war er Aspirant an der Martin-Luther-Universität in Halle, dort promovierte er zum Dr. agr. und war danach als wissenschaftlicher Mitarbeiter an der Sektion Pflanzenproduktion im Bereich Standortkunde angestellt.
Nach der Wiedervereinigung wurde Kamm 1991 zum Abteilungsleiter im Umweltministerium des Landes Sachsen-Anhalt berufen, zunächst als Ministerialrat, später stieg er zum Ministerialdirigenten auf. Am 2. August 2000 ernannte ihn Staatssekretär Lutz Trümper zum Präsidenten des Landesamtes für Umweltschutz. Das Amt hatte er bis zu seiner Pensionierung im Jahr 2007 inne.
Kamm war verheiratet und Vater von zwei Kindern. Zeitweise wohnte er in Halle (Saale), zuletzt lebte er in Rothenburg (Saale).

## Politik
Bei der Volkskammerwahl 1990 kandidierte Kamm auf Listenplatz 4 der Wahlkreisliste der CDU im Wahlkreis Halle. Ihm gelang die Wahl in die Volkskammer, in er der CDU/DA-Fraktion angehörte. Im April 1990 wurde er parlamentarischer Geschäftsführer der Fraktion. Das Amt gab er im Mai wieder ab und wurde erster stellvertretender Vorsitzender der Fraktion. Das Amt hatte er bis zur Auflösung der Volkskammer zum 2. Oktober 1990 inne.
2016 wurde Kamm für seine 50-jährige Mitgliedschaft in der CDU geehrt.